# Drungos
Drungos (starogrško δροῦγος, latinizirano: droúngos, včasih δρογος, drongos) ali drungus je bila poznorimska in bizantinska vojaška enota velikosti bataljona, kasneje pa lokalno poveljstvo, ki je varovalo gorska območja. Njegov poveljnik je bil drungarij. 

## Zgodovina in funkcije
Izraz drungus je bil prvič izpričan v latinščini v poznem 4. stoletju n. št. Izhaja iz galskega *drungo (staroirsko drong, starobretonsko drogn ali drog), ki pomeni "pleme", "skupina", "truma" ali "množica". Alternativna germanska etimologija (trunga), ki jo navajajo nekateri zgodovinarji, izvira iz ugibanj iz 17. stoletja in jo je zavrnila velika večina jezikoslovcev. Najzgodnejša uporaba besede drungus v latinščini ni tehnična in  označuje generično "skupino" ali "četo".
Izraz se je v grščini  prvič pojavil v zgodnjem 5. stoletju kot drungos ali drongos in je imel enak pomen kot rimski.  V poznem 6. stoletju je cesar Mavricij (vladal 582–602) uporabil izraz drungos za posebno taktično enoto, primerno za obkoljevanje in nestandardne operacije. Mavricij je tudi prvi uporabil naziv drungisti za vojake teh enot, Naziv drungos je cesar občasno uporabljal tudi za druge večje vojaške enote in formacije.
Do sredine 7. stoletja je naziv dobil drug pomen, ki se je ohranil do 11. stoletja. Drungos je postal enota turme, ta pa glavna enota teme. Sestavljen je bil več band in sprva štel okoli 1000 mož in se zato imenoval tudi hilarhija. Število vojakov se je  občasno lahko povečalo na 3000 mož. Cesar Leon VI. Modri (vladal 886–912) je zapisal,  da je za nove manjše teme, ustanovljene med njegovo vladavino, organiziral drungose s samo 400 možmi.
Od poznega 12. stoletja naprej se je izraz drungos uporabljal za gorska območja v Grčiji in je pomenil  "prelaz" ali "gorovje" (zygos). V 13. stoletju so z drungos začeli označevati tudi vojaške enote, zadolžene za varovanje teh lokacij. Podobno vlogo so imeli prejšnji klisuraji.